# 奧格拉區

35°11′17″N 7°28′11″E / 35.18806°N 7.46972°E
奧格拉區（阿拉伯语：‎），是阿爾及利亞的行政區，位於該國東北部，由泰貝薩省負責管轄，首府設於奧格拉，面積1,941平方公里，2008年人口27,212，人口密度每平方公里14人。